# Tratado de Amistad, Comercio y Navegación entre Argentina y el Reino Unido
El Tratado de Amistad, Comercio y Navegación entre Argentina y el Reino Unido es un tratado de 1825 entre las Provincias Unidas del Río de la Plata y el Reino Unido de Gran Bretaña e Irlanda, antecesores de los actuales Argentina y Reino Unido. Con este tratado, el Reino Unido aceptó la Declaración de Independencia Argentina de 1816. 
El tratado fue firmado en Buenos Aires el 2 de febrero del año de 1825. Fue ratificado por las Provincias Unidas y Reino Unido. Las ratificaciones fueron canjeadas en Londres el 12 de mayo de 1825.
El tratado establecía libertad de comercio entre ambas naciones, así como también libertades y garantías para sus súbditos o habitantes en sus respectivos territorios. También establecía la formación de consulados en sus territorios.
El tratado también permitió a los súbditos británicos mantener su religión y construir sus propias iglesias y cementerios, en el territorio de las provincias. Este fue un paso sin precedentes en la historia de la libertad religiosa en Argentina, ya que fue la primera vez que se permitió legalmente en el país una religión distinta a la católica. El tratado estableció también un acuerdo para detener la trata de esclavos en el Atlántico.
En el contexto de la disputa por las Islas Malvinas (Inglés: Falkland Islands), Lowell S. Gustafson argumenta que al firmar el Tratado sin hacer ninguna reserva sobre el asentamiento de Argentina en las islas para 1825, el Reino Unido debilitó su reclamo.